# パヴェル・コホウト
パヴェル・コホウト（Pavel Kohout、1928年7月20日 - ）は、チェコの小説家、劇作家、詩人。プラハ生まれ。ミラン・クンデラと並ぶチェコ文学の巨匠の一人。

## 来歴
プラハのカレル大学哲学科で比較文学、美学、演劇学を学び、卒業後は放送局で働いた。モスクワのチェコ大使館に文化担当官として赴任したこともある。ほかに雑誌の編集者などを経て、1957年から作家としての活動を開始した。
1968年のプラハの春ではリーダーの一人となる。1976年から1977年にかけての反体制運動「憲章77」の創始者の一人でもある。1978年にオーストリア・ウィーンを訪れた際にチェコ政府から帰国を拒否され、1989年のビロード革命までウィーンでの亡命生活を余儀なくされた。その後はウィーンとプラハに交互に住んでいる。1977年オーストリア国家賞受賞。

## 著作（日本語訳）
- 『愛と死の踊り』恒文社 1993、大竹国弘訳 - Hodina tance a lásky (1989)
- 『プラハの深い夜』早川書房 2000、田才益夫訳 - Hvězdná hodina vrahů (1995)